# 埃里克·约翰逊 (篮球运动员)
埃里克·约翰逊（英語：Eric Johnson，1966年2月7日—），美国NBA联盟前职业篮球运动员。